# Série mondiale 1980
La Série mondiale 1980 était la 78e série finale des Ligues majeures de baseball. Elle a débuté le 14 octobre 1980 et opposait les champions de la Ligue nationale, les Phillies de Philadelphie, aux champions de la Ligue américaine, les Royals de Kansas City.
Cette série 4 de 7 s'est terminée le 21 octobre 1980 par une victoire des Phillies de Philadelphie, quatre parties à deux.

## Déroulement de la Série

### Calendrier des rencontres
| Match | Date       | Visiteur                 | Hôte                     | Score              |
| ----- | ---------- | ------------------------ | ------------------------ | ------------------ |
| 1     | 14 octobre | Royals de Kansas City    | Phillies de Philadelphie | 6 - 7              |
| 2     | 15 octobre | Royals de Kansas City    | Phillies de Philadelphie | 4 - 6              |
| 3     | 17 octobre | Phillies de Philadelphie | Royals de Kansas City    | 3 - 4 (10 manches) |
| 4     | 18 octobre | Phillies de Philadelphie | Royals de Kansas City    | 3 - 5              |
| 5     | 19 octobre | Phillies de Philadelphie | Royals de Kansas City    | 4 - 3              |
| 6     | 21 octobre | Royals de Kansas City    | Phillies de Philadelphie | 1 - 4              |

### Match 1
Mardi 14 octobre 1980 au Veterans Stadium, Philadelphie, Pennsylvanie.

### Match 2
Mercredi 15 octobre 1980 au Veterans Stadium, Philadelphie, Pennsylvanie.

### Match 3
Vendredi 17 octobre 1980 au Royals Stadium, Kansas City, Missouri.

### Match 4
Samedi 18 octobre 1980 au Royals Stadium, Kansas City, Missouri.

### Match 5
Dimanche 19 octobre 1980 au Royals Stadium, Kansas City, Missouri.

### Match 6
Jeudi 21 octobre 1980 au Veterans Stadium, Philadelphie, Pennsylvanie.

## Joueurs par excellence
Mike Schmidt, des Phillies de Philadelphie.

Pete Rose, des Phillies de Philadelphie.

Manny Trillo, des Phillies de Philadelphie.

Steve Carlton, des Phillies de Philadelphie.